# Puchar Interkontynentalny w Lekkoatletyce 2010 – skok o tyczce kobiet
Skok o tyczce kobiet – jedna z konkurencji rozegranych podczas pucharu interkontynentalnego w Splicie. Tyczkarki rywalizowały 4 września – pierwszego dnia zawodów.

## Rezultaty
| WR - rekord świata \| CR - rekord imprezy \| NR - rekord kraju \| AR - rekord kontynentu                       |
| SB - najlepszy wynik w sezonie \| WL - najlepszy tegoroczny wynik na listach światowych \| PB - rekord życiowy |

| Poz. | Zawodniczka          | Reprezentacja  | 3.20 | 3.40 | 3.60 | 3.80 | 4.00 | 4.20 | 4.35 | 4.50 | 4.60 | 4.70 | 4.75 | Rezultat |
| ---- | -------------------- | -------------- | ---- | ---- | ---- | ---- | ---- | ---- | ---- | ---- | ---- | ---- | ---- | -------- |
| 1.   | Swietłana Fieofanowa | Europa         | -    | -    | -    | -    | -    | -    | o    | o    | xo   | xxo  | -    | 4.70 CR  |
| 2.   | Lisa Ryzih           | Europa         | -    | -    | -    | o    | -    | o    | o    | o    | o    | xxx  |      | 4.60     |
| 3.   | Fabiana Murer        | Ameryka        | -    | -    | -    | -    | -    | -    | xxo  | xo   | xx-  | x    |      | 4.50     |
| 4    | Li Caixia            | Azja i Ocenia  | -    | -    | -    | -    | o    | xo   | xo   | xxo  | xxx  |      |      | 4.50 PB  |
| 5    | Becky Holliday       | Ameryka        | -    | -    | -    | -    | -    | o    | o    | xxx  |      |      |      | 4.35     |
| 6    | Alana Boyd           | Azja i Oceania | -    | -    | -    | o    | o    | xo   | xxo  | xxx  |      |      |      | 4.35     |
| 7    | Laetitia Berthier    | Afryka         | o    | xxo  | xxx  |      |      |      |      |      |      |      |      | 3.40     |
| 08 ! | Dinar Nisrine        | Afryka         | -    | xxx  |      |      |      |      |      |      |      |      |      | NM       |